# 弧矢增廿
HD 61831，即船尾座d1（d1 Puppis）又名CD-38 3531，SAO 198253、HR 2961，是一颗船尾座的恒星，视星等为4.84，位于銀經252.14，銀緯-7.9，其B1900.0坐标为赤經7h 35m 55.9s，赤緯-38° -7.9′ 41″。